# Faddéievski
Faddéievski (en rus oстров Фаддеевский, óstrov Faddeevski) és l'illa principal de les Anjou (o Anjú), un subgrup de l'arxipèlag rus de Nova Sibèria, a l'Àrtida situat entre el mar de Làptev i el mar de la Sibèria Oriental.
L'illa de Faddéievski té 5.300 km² de superfície; és argilosa i sorrenca, i només arriba als 65 m d'altitud. Està coberta de tundra i petits llacs. S'anomena Faddéievski en honor d'un comerciant de pells anomenat Faddéiev, que hi va construir el primer habitatge.